# Pinkovce
Pinkovce este o comună slovacă, aflată în districtul Sobrance din regiunea Košice, pe malul râului Uj. Localitatea se află la altitudinea de 108 m deasupra n.m., se întinde pe o suprafață de 3,14 km2 și în 2017 număra 172 de locuitori. Se învecinează cu Záhor, Raionul Ujhorod, Lekárovce și Bežovce.

## Istoric
Localitatea Pinkovce este atestată documentar din 1343.

## Demografie
| An:                | 1994 | 2004    | 2014   | 2024 |
| ------------------ | ---- | ------- | ------ | ---- |
| Număr de persoane: | 212  | 188     | 170    | 187  |
| Diferență:         |      | −11,32% | −9,57% | +10% |

| An:                | 2023 | 2024   |
| ------------------ | ---- | ------ |
| Număr de persoane: | 184  | 187    |
| Diferență:         |      | +1,63% |